# Xian de Kaiyang
Le xian de Kaiyang (开阳县 ; pinyin : Kāiyáng Xiàn) est un district administratif de la province du Guizhou en Chine. Il est placé sous la juridiction de la ville-préfecture de Guiyang.

## Démographie
La population du district était de 404 506 habitants en 1999.